# زالوژی (ناحیه بروون)
زالوژی (به چکی: Záluží) یک منطقهٔ مسکونی در جمهوری چک است که در ناحیه بروون واقع شده‌است. زالوژی ۴٫۵۵ کیلومتر مربع مساحت و ۴۵۷ نفر جمعیت دارد و ۳۷۳ متر بالاتر از سطح دریا واقع شده‌است.